# Фленджер
Фле́нджер (англ. Flanger) — звуковий ефект, що виникає при одночасному відтворенні одного й того ж звукового сигналу, коли в одному з каналів цей сигнал відтворюється з деяким запізненням (до 20 мс) по відношенню до другого. Цей ефект часто застосовується у музиці (починаючи з творчості The Beatles), найчастіше — в композиціях техно.
Ефект фленджер впізнається по його «переходах» з одного каналу в інший, що нагадує звук пролітаючого реактивного літака.
Початково ефект фленджеру досягався за допомогою трьох магнітофонів з функцією запису. Спочатку оригінальний сигнал записувався на дві касети за допомогою двох магнітофонів. Після цього, виходи обох магнітофонів під'єднували до входу третього і на ньому вмикався запис. Ефект фленджеру спостерігався на третьому магнітофоні, причина чого полягала у неминучій різниці у швидкості механізмів відтворення у магнітофонах — ця різниця звичайно становить величину порядку 0,1 %. В сучасності ефект фленджеру досягається використанням цифрової обробки звуку.

## Приклади
- ефект фленджеруⓘ